# Erhardstraße (Bad Kissingen)
Die Erhardstraße befindet sich in Bad Kissingen, der Großen Kreisstadt des unterfränkischen Landkreises Bad Kissingen und beherbergt mehrere Baudenkmäler des Ortes.

## Geschichte
Die Erhardstraße beginnt an der Hemmerichstraße, der früheren Ausfallstraße, die das Altstadtgebiet meidet. Die heutige Verbindung der Erhardstraße mit dem Altstadtgebiet über den Berliner Platz und die Münchener Straße entstand erst um 1930 entstanden. Die heute geradlinige Weiterführung der Oberen Marktstraße vom damaligen Oberen Tor aus zur heutigen Erhardstraße ist so gesehen unhistorisch. Die Erhardstraße selbst folgt dem Verlauf eines alten Feldweges, des Dummentalerweges. Die Fortsetzung der Erhardstraße und der parallelen Hartmannstraße nach Osten sowie die Verbindung durch zwei Querstraßen (Landwehrstraße und  Bibrastraße) erfolgte erst nach 1900.
Genau wie in der parallel verlaufenden Hartmannstraße sowie in der Bibrastraße entstanden auch in der Erhardstraße in der Zeit zwischen 1880 und 1914 in der Folge des florierenden Kurbetriebes größere villenviertelartige Siedlungen in Form von Villen, Einzelwohnungs- und Mietshäusern, die vom Klassizismus über den Historismus und den Jugendstil zum Heimatstil ein großes Spektrum an rasch wechselnden Architekturstilen und -moden abdeckten.
| Foto | Adresse          | Anmerkung                                          |
| ---- | ---------------- | -------------------------------------------------- |
|      | Erhardstraße 3   | Wohnhaus, 1911                                     |
|      | Erhardstraße 19a | Kommandositz der Bad Kissinger Landwehr, 1895–1897 |
|      | Erhardstraße 21  | Villa, 1902                                        |
|      | Erhardstraße 26  | Vila Sepia. 1909                                   |